# 한국형 미사일 방어체계
한국형 미사일방어체계(영어: KAMD; Korea Air and Missile Defense, 한국형 공중 및 미사일 방어)는 대한민국의 미사일 방어 체계로 10 ~ 30km의 낮은 고도에서 적의 탄도 미사일이나 항공기(전투기, 폭격기)를 공중에서 요격하는 하층(下層) 방어체계를 말한다.

## 미사일 방어 개념
- 북한 미사일 발사.
- 미국 조기경보위성이 최초 감지.(40초 소요)
- 지상 조기경보레이다(그린파인)와 해상 이지스 구축함(KD-3)레이다가 이어서 탐지하여 탄도유도탄작전통제소(AMD-cell)로 정보 전송.
- 작전통제소는 정보 분석, 요격부대 선정.
- 패트리어트(천궁(PIP) 및 PAC-3)부대에 요격 명령 하달.
- 적 미사일 요격.

## 경과
- 2010년 9월, 한국국방연구원(KIDA)과 미국 국방부 미사일 방어국(MDA)이 지난해 9월 KAMD 공동연구를 위한 약정서(TOR)를 체결.
- 2011년 4월 14일, 워싱턴에서 계획분석실무그룹 회의를 열고 기술적·전략적 대응 방안을 논의[1]
- 2012년 10월 7일, 미사일지침 개정(NMG)으로 KAMD 강화 계획.[2]
- 2014년 10월 24일, 제46차 한미안보협의회(SCM)에서 한미 양국은 2020년에 전시작전통제권이 이양된 후 2023년까지 KAMD와 킬 체인을 구축 및 미국의 MD와 연계하기로 하였으며, 이와 더불어 핵심 장비인 정찰위성도 도입할 예정이다.

## 대한민국의 다층 방어체계(겹겹 방어)
한국은 L-SAM(한국형 사드)과 M-SAM(한국형 패트리엇)등 미사일 방어체계를 국산화하는데 상당한 노력을 기울이고 있다. 이 미사일 방어망이 개발 완성되고 실전배치될 시 사드와 더불어 튼튼한 대공방어체계, 즉 KAMD는 비로소 완성된다고 볼 수 있다. 아래는 2020년 완성될 것으로 예상되는 한국의 방어체계다.

### 저고도
- 한국 - 패트리엇3 (PAC-3) 40km

- 한국 - M-SAM PIP 40km

### 중고도
- 한국 - L-SAM 60~100km

### 고고도
- 미국 - 사드 150km (주한미군이 한반도에 배치하는 사드)
- 한국 - SM-3 500km

--> 한국은 광개토-3 배치-2 구축함을 위한 SM-3나 그 정도 스펙의 미사일을 도입할 것이라고 언급한 적 있다.

## 천궁
공군은 한반도 전역을 방어하기 위해 천궁 24개 포대를 배치해, 기존의 호크 미사일 24개 포대를 대체할 계획이다.
2016년 현재 일본은 패트리어트 PAC-3 17개 포대를 배치했다.
2018년 기준으로, 러시아는 극동 지역을 관할하는 동부군관구 예하에 S-400 7개 포대를 배치했다. 그 중 2개 포대가 블라디보스톡에 배치되어 있다.
2018년 9월 7일, LIG넥스원은 방위사업청과 '철매-II 성능개량 양산계약'을 체결했다. 계약금액은 4390억 원으로 2023년까지 7개 포대 분 200여발의 양산이 진행될 예정이다. 철매-II 개량형은 국방과학연구소(ADD)가 2012년부터 5년간 1600억원을 들여 개발한 탄도미사일 요격용 지대공 미사일이다.

## 요격시간
KAMD는 북한 미사일 요격의 골든타임을 탐지부터 5분까지로 설정해 놓고 있는 것으로 알려졌다. 발사 후 탐지된 북한 미사일 정보를 작전통제소에서 분석한 뒤 요격부대를 정해 요격미사일을 발사하는 데까지 걸리는 시간이다.
깃대령 미사일 기지에서 서울까지는 163 km인데, 마하 8로 비행하면 불과 1분 거리이다. (0.34 km x 8 x 60 = 163 km) 깃대령 미사일 기지에서 매우 빠른 탄도 미사일을 저각 발사하는 경우, 서울까지 도달시간이 KAMD 요격시간 5분 보다 짧아서, 방어가 불가능할 수 있다.
2017년 8월 26일, 북한은 원산 깃대령 미사일 기지에서 고도 50 km로 단거리 미사일을 저각 발사했다. 250 km를 비행했다. 깃대령에서 평택까지는 220 km, 세종시까지는 270 km 거리이다. 정상각도(30∼40도)보다 낮은 저각(20도)으로 발사한 것으로 분석되었다.
미국의 조기경보위성인 DSP 위성은 미사일이 열 감지가 어려운 구름층을 벗어나 고도 10 km에 도달한 이후에 탐지할 수 있어 발사 이후 탐지까지 40초 걸린다.
지상 조기경보레이다는 특성상 미사일이 일정 고도에 올라야 식별 가능하며 이는 최소 90초 안팎의 지연시간을 요한다.
2012년 4월 30일, 한국 해군 이지스함인 세종대왕함은 발사 54초만에 북한 미사일 발사 사실을 감지하는데 성공했다. 식별에 40초가 걸려 94초만에 북한 미사일이라는 것을 확인했다. 2009년에는 15초 만에 탐지했다.

## 이스라엘
한국은 미국의 미사일 방어 체계에 들어가는 것을 꺼려한다. 주변 북중러에서도 반대가 심하다. 그런데, 이렇게, 미군의 체계에 통합되지는 않으면서도, 미군과 함께 미사일 방어를 하는 개념은 이스라엘 모델이다.
이스라엘의 미사일 방어 시스템은 다음과 같다.
- 아이언 돔: 대포, 장사정포, 박격포 요격. 이스라엘 독자개발
- 패트리어트 PAC-3: 단거리 탄도 미사일(SRBM) 저고도 요격. 미국산
- 애로우 2: 중거리 탄도 미사일(MRBM) 고고도 요격. 이스라엘 미국 합작개발
- 사드: 중거리 탄도 미사일(MRBM) 외기권 요격. 미국산. 미군이 배치되어 있다. 구매가 아니다.
- 애로우 3: 이스라엘판 사드. 중거리 탄도 미사일(MRBM) 외기권 요격. 이스라엘 미국 합작개발
- 미국 해군 구축함

이스라엘은 저렇게 여섯가지 방어 체계를 하나로 통합하는 시스템을 개발했다. 여기서, 미국의 미사일 방어 체계에 직접 들어가지는 않고, 미군의 레이더들은 이스라엘 레이더들을 지원하는 정도로 상호운용된다. 그런데, 한국도 저런 이스라엘 모델을 추구하는 것으로 보인다.
한국의 미사일 방어 시스템은 다음과 같다.
- 한국형 아이언둠: 2030년까지 개발
- 천궁 미사일: 단거리 탄도 미사일(SRBM) 요격미사일
- 패트리어트 PAC-3: 단거리 탄도 미사일(SRBM) 요격미사일
- L-SAM: 중거리 탄도 미사일(MRBM) 고고도 요격.
- 사드: 중거리 탄도 미사일(MRBM) 외기권 요격. 미국산. 미군이 배치되어 있다. 구매가 아니다.
- 미국 해군 구축함 대신 세종대왕함으로 미국산 레이더, 미사일을 수입해 한국 해군이 보유중

즉, 한국의 미사일 방어 체계는 이스라엘과 거의 똑같거나 비슷하게 진행되고 있다.

## 미국

### 사드 추가배치
미국 미사일 방어국은 사드 포대 9개의 예산을 주문했으나, 7개의 예산 밖에 확보하질 못 했고, 2020년대까지 7개의 포대 밖에 배치하질 못 했다. 그러나, 2021년도 회계 예산에 나머지 2개 포대의 예산이 배정됐다. 한 편, 2020년 한국의 성주기지에 장비 반입이 이슈가 되면서 사드 추가배치 논란이 일어났다. 9대의 물량을 확보해 GBI, SM-3와 통합할 경우, 미국은 전지구적인 방핵(核)능력을 아우르는 국방력에 한발 다가서게 된다.

### 하이브리드 한국형 미사일 방어체계
브룩스 전 주한미군 사령관이 "사드+그린파인 하이브리드 레이더가 더욱 효과적이며, 사드 추가배치는 필요 없다."고 밝혀, 사드 추가배치 논란을 잠재웠다. 2022년 현재 사드 추가배치는 필요없다고 직접적으로 밝힌적은 없다. 그저 한국의 그린파인(Green Pine) 레이더 등 다른 미사일 방어 시스템과 통합해 북한의 미사일 위협으로부터 한국을 방어할 수 있다고 밝혔다.
1. ↑  “한·미, KAMD 공동 연구”. 2011년 4월 15일.
2. ↑  “低고도서 敵미사일 공중요격 한국형 미사일 방어체계 강화”. 2012년 10월 11일.
3. ↑  KAMD 요격 골든타임은 5분인데…탐지 4분 만에 동해상 떨어진 미사일, 서울신문, 2017-05-30
4. ↑  정부관계자가 공개한 북한의 궤도탐지장치, 아시아경제, 2012-12-13
5. ↑  [시론] 북한 ICBM에 대응하기 위해 넘어야 할 산, 중앙일보, 2017-07-14
6. ↑  北미사일 54초만에 탐지…한미사령관도 감탄, 세계일보, 2012-04-30
7. ↑  Judson, Jen (2020년 11월 10일). “Congress makes moves to fund additional terminal-phase missile defense battery” (미국 영어). 2020년 11월 12일에 확인함.
8. ↑  “"美 '사드 추가 배치' 1월에 통보"… 국방부 "아니다"… 靑은 '침묵'” (영어). 2020년 11월 12일에 확인함.
9. ↑  “사드, 단순 교체인가 추가 배치인가”. 2020년 11월 12일에 확인함.
10. ↑  “브룩스 전 주한미군사령관 “사드 추가 배치 필요없다””. 2020년 11월 12일에 확인함.

한국군이 각각 2대 운용하고 있는 그린파인 레이더와 슈퍼 그린파인 레이더는 각각 500km, 900km를 탐지하며, 한국군에서 사용하고 있는 레이더 중 가장 탐지거리가 긴 조기경보 레이더로 으뜸간다. 다음으로 긴 탐지거리를 지닌 건 470km 탐지거리를 가진 AN/FPS-117를 울릉도에서 운용중이다.

## 같이 보기
- 킬 체인
- 대한민국 국방부
- 미사일 방어
- 탄도 미사일
- 탄도탄 요격 미사일
- 탄도유도탄 작전통제소